# Елена Ивановна
Еле́на Ива́новна (19 мая 1476, Москва, Великое княжество Московское — 20 января 1513, Браслав, Великое княжество Литовское или Вильна) — дочь великого князя московского Ивана III Васильевича и византийской принцессы Софии Палеолог. С 1495 года жена великого князя литовского Александра Ягеллончика, с 1501 года также королева польская (будучи православной так и не была коронована).

## Биография

### Брак с Александром Ягеллончиком
По окончании русско-литовской войны (1487—1494) в знак примирения между обеими державами обвенчалась с великим князем литовским Александром. С литовской стороны, брак должен был скрепить необходимый ей мир с Иваном III, русская же сторона рассчитывала этим шагом предотвратить уничтожение самостоятельной православной церкви в Литве. 
Во время подготовки к заключению брака между великим князем Александром Ягеллончиком и Еленой Ивановной, Иван III ходатайствовал, чтобы таинство венчания совершил митрополит Киевский, Галицкий и всея Руси Макарий I. Однако Александр воспротивился этой просьбе.
В 1494 году писарь ВКЛ Адам Якубович из Котры дважды участвовал в посольствах в Москву по вопросу сохранения православной веры Елены Ивановны.
В январе 1495 года княжна со свитой, в которую входили известные дипломаты того времени братья Голохвастовы Александр и Борис, выехала из Москвы, её сопровождал огромный поезд с приданым (включая «20 сороков соболей да 20000 белки, да 2000 горностаев», ткани — «шелковые рухляди», «бархаты венедицкие», «бархаты бурские», камку, тафту, «розные шелки», драгоценности, среди которых «чепь золота», «запанка золота с яхонты и с лальски зерны новгородскими»). Роспись приданого от 15 января 1495 года хранится в РГАДА. Обряд венчания совершали в костёле святого Станислава виленский епископ Войтех Табор и сопровождавший невесту православный священник Фома.
Заключая брак, Александр обязывался не принуждать Елену к переходу в католицизм и сохранить за ней веру её отцов — «греческий закон». Благодаря этому Елена Ивановна смогла стать покровительницей православных в литовском государстве.
Александр рассчитывал на то, что этот брак поможет вернуть часть земель, утраченных в ходе русско-литовской войны (1487—1494), однако Русское государство ничего не вернуло. Выражая свое недовольство, Александр не выделил жене тех владений, которые давались на содержание великим княгиням литовским. 
Елена была умной, тактичной и самостоятельной женщиной, пользовавшейся уважением при дворе. Ей принадлежали многочисленные имения и хозяйства, а на имевшиеся у неё средства она оказывала деятельную поддержку православным, внося большие пожертвования на церкви и монастыри.

### Притеснения по вопросу вероисповедания
Поскольку в Литве предпринимались попытки осуществить унию между католиками и православными, для католического клира было важно добиться поддержки Елены по этому вопросу, что повысило бы престиж унии в глазах населения. Католический епископ Войтех Табор, а также бернардинцы пытались убедить Елену отступить от православия, однако она уклонялась со ссылкой на то, что не может сделать этого без согласия отца. Особенно сильное давление оказывал папа Александр VI, требовавший от великого князя литовского, чтобы тот в случае отказа жены отверг её и даже чтобы, конфисковав имущество, её предали церковному суду. Александр эти требования не выполнил. По общему мнению исследователей, он был привязан к жене, которая часто сопровождала его в разъездах по стране .
Стойкая приверженность Елены православию вызвала разочарование среди католического окружения великого князя, хотя между супругами сложились хорошие отношения. Александр, по словам польского историка Рудзкого, не предпринимал попыток убедить жену сменить веру, хотя и желал видеть её католичкой. Иного мнения придерживается российский историк Борис Флоря, который считает, что Александр поддерживал увещания Елены со стороны католического духовенства, поскольку беспокоился о легитимности будущего престолонаследника. Также приверженность Елены к православию стала причиной ее конфликтов с матерью Александра Елизаветой Габсбург. Литовский историк Э. Гудавичус следующим образом охарактеризовал взаимоотношения между Еленой Ивановной и Елизаветой Габсбург: «Мать Александра, королева Елизавета, игнорировала Елену, но вместе с тем понуждала ее перейти в католичество».  
Канцлер Елены Иван Сапега поддержал идею унии, признал власть папы и добился открытия храма, в котором служба велась как на латинском, так и на старославянском языках. По словам Рудзкого, большинство историков считает, что Елена заинтересовано относилась к этой инициативе. Однако известно, что многие документы и письма Елены Ивановны носили иносказательный и дипломатический характер. Выступления в поддержку мужа должны были укрепить её престиж при дворе, тогда как о реальном положении дел она сообщала отцу устно через послов. Российский историк Яков Лурье отмечает, что послания Елены отцу, матери и братьям 1501 года были написаны по прямому указанию кардинала Польши Фридриха.
Согласно Лурье, давление на Елену Ивановну, а также переход православных феодалов на московскую службу, послужили поводом к началу русско-литовской войны (1500—1503). Переход православных князей был обусловлен их низким юридическим статусом в Литовском государстве, однако и притеснения Елены вызывали у них дополнительное недовольство.

### Политическое посредничество
После того, как война приняла неблагоприятный для Литвы оборот, а реализация унии потерпела окончательную неудачу, положение Елены Ивановны временно улучшилось, поскольку в Литве возникла необходимость в её посредничестве для заключения мира. В письмах отцу Елена посодействовала делу мира, хотя не скрывала пренебрежительного к себе отношения со стороны католического духовенства (отказавшегося короновать её на польский престол в 1501 году) и выражала опасения, что после смерти оберегавшего её супруга над ней будет учинено насилие.
Брак Елены Ивановны и Александра остался бездетным, за годы совместной жизни у Елены было два выкидыша. В 1506 году Александр Ягеллончик умер, в завещании он просил будущего правителя сохранить за Еленой права и владения и держать ее под своей защитой. После смерти Александра в 1506 году её брат, великий князь московский Василий III, попытался с помощью Елены занять литовский престол, рассчитывая таким образом без войны объединить русские земли. Однако королём стал Сигизмунд I, что отрицательно отразилось на судьбе вдовствующей королевы. В заново вспыхнувшей русско-литовской войне Сигизмунд поначалу попытался воспользоваться её влиянием на Василия, чтобы нейтрализовать мятеж Глинских, он даже передал ей часть владений Михаила Глинского, но после того, как Василий дал Глинскому приют, новый монарх полностью охладел к Елене.

### Попытка отъезда, арест и смерть
Около 1511 года 35-летняя Елена решила вернуться в Москву. В Вильне овдовевшая королева чувствовала себя одиноко, тогда как в Москве проживала её родня. Значение имела и потеря престижа после смерти мужа — рождённые за границей вдовы литовских монархов по разным причинам почти всегда покидали страну. Флоря указывает и на её письменные жалобы брату о том, что её владения опустошаются и отнимаются литовскими «панами».
Для отъезда Елене было необходимо получить согласие Сигизмунда, что было невозможно из-за плохих отношений с Москвой, а также из-за проблемы, связанной с вывозом имущества. Решив уехать без разрешения монарха, вдовствующая королева намеревалась посетить свои имения, находящиеся рядом с московской границей, откуда её должен быть забрать высланный Василием отряд. В 1511 году план был оговорен с московским посольством — местом встречи был избран Браслав, куда в назначенное время приехал отряд во главе с князьями Одоевским и Курбским. Однако от какого-то предателя о планах Елены стало известно старосте виленскому, который запретил Яну Комаровскому, гвардиану францисканцев, выдавать Елене вещи, переданные ей в Орден на хранение. Комаровский, будучи доверенным лицом Елены, обратился за советом к воеводе виленскому Николаю Радзивиллу, однако тот также выступил против возвращения вещей.
Король Сигизмунд, получив от Елены жалобу, поначалу отменил запрет, однако вскоре распорядился арестовать её. Как отмечает Александр Филюшкин, арест был постыдным и демонстративным: Елену «взяли за рукава» и силой вывели из церкви, в нарушение древнего закона о неприкосновенности в храме. Через Троки королевские воеводы доставили Елену в Бирштаны. Казна в её городах и волостях была конфискована. Непочтительное обращение с Еленой разозлило Василия III, однако Сигизмунд заявил, что Елена была не арестована, а лишь предупреждена о том, что нахождение близ неспокойной границы небезопасно. Ситуация с Еленой стала одним из поводов для начала очередной русско-литовской войны 1512—1522 годов.
В 1513 году Елена добралась до Браслава, где и скончалась вскоре в возрасте 36 лет. Хронист Ян Комаровский оставил запись, что Елена была отравлена ключником по приказу посягавшего на её богатства Николая Радзивилла, хотя по словам Рудзкого, в других источниках такой информации нет. Впоследствии, богатства Елены достались королеве Барбаре Запольи. В письме к краковскому епископу Сигизмунд отметил, что кончина Елены избавила государство от многих забот.
Елена была погребена в Вильне в Пречистенском соборе. Над её гробницей поместили родовую святыню — Виленскую икону Божией Матери.

## Елена Иоанновна в литературе
Ей посвящён роман современного русского писателя Александра Антонова «Государыня».